# Sabine Mucha
Sabine Mucha (* 27. Juli 1962) ist eine deutsche Schauspielerin und ehemaliges Model sowie Playmate.

## Leben und Karriere
Sabine Mucha besuchte das „Zinner Studio“ (später: „Internationale Schule für Schauspiel und Acting“) in München und wurde von ihrer damaligen Agentin für die Rolle der Schwedin in Eis am Stiel 6. Teil – Ferienliebe vermittelt. Zuvor spielte sie eine Hauptrolle in dem Erotik-Drama Die Geschichte der Puppen von Hubert Frank, dessen Dreharbeiten 1982 in Manila stattfanden.
In der ersten Staffel der Sendung Dall-As wirkte sie in über 50 Folgen als Kellnerin im Bunny-Outfit mit – eine Anspielung auf ihre Bilderstrecke im Playboy-Magazin. 1993 wirkte sie in einem Musikvideo von Michael Jackson mit. Ab Mitte der 1990er-Jahre trat sie in mehreren Talkshows unter dem Pseudonym „Barbie Tyler“ als lebendige Barbie als Sängerin auf.

## Filmografie
- 1984: Taifun der Zärtlichkeit/Die Geschichte der Puppen (The Story of the Dolls)
- 1985: Eis am Stiel 6 – Ferienliebe
- 1986: Tatort: Riedmüller, Vorname Sigi (Fernsehfilm)
- 1988: Ein naheliegender Mord (Fernsehfilm)
- 1992: Die zweite Heimat – Chronik einer Jugend
- 1993: Michael Jackson – Give In to Me (Musikvideo)
- 1994: Japaner sind die besseren Liebhaber
- 1996: Schmetterlingsgefühle (Fernsehfilm)